# Sanballat III.
Sanballat III. (hebräisch סנבלט, babylonisch Sin-uballit; † 332 v. Chr.) war ein persischer Statthalter (Satrap) von Samarien.
Sanballat war Vater des Nikaso und der Schwiegervater des Manasse, der ein Bruder des Hohepriesters von Jerusalem, Jaddua, war. Auf dem Berg Garizim begann Sanballat mit dem Bau eines Tempels, dessen Hohepriester sein Schwiegersohn werden und zu diesem Zweck mehrere Bürger Jerusalems in Samaria angesiedelt werden sollten, was zu einem Konflikt mit der dortigen geistlichen Obrigkeit führte. Im Jahr 332 v. Chr. erreichte Alexander der Große den Nahen Osten. Der Hohepriester von Jerusalem solidarisierte sich mit dem Großkönig Dareios III., welcher sich aber hinter den Euphrat zurückgezogen hatte. Sanballat hingegen ging auf die Seite Alexanders über und führte diesem 8.000 Krieger zur Belagerung von Tyros zu. Er verzichtete weiterhin auf seine Provinz um sich weiter dem Bau seines Tempels widmen zu können, starb allerdings nur wenige Monate später.
Das weitere „untere Syrien“ (Koilesyrien) wurde von dem Feldherrn Parmenion unterworfen, Alexander setzte hier Andromachos zu seinem Statthalter ein, gegen den aber noch im selben Jahr die Samartanier revoltierten, bis sie im Frühjahr 331 v. Chr. endgültig von Alexander unterworfen wurden.

## Quelle
- Flavius Josephus Antiquitates Judaicae 11.302-322

| Personendaten    | Personendaten          |
| ---------------- | ---------------------- |
| NAME             | Sanballat III.         |
| ALTERNATIVNAMEN  | סנבלט, Sin-uballit     |
| KURZBESCHREIBUNG | Satrap von Samarien    |
| GEBURTSDATUM     | 4. Jahrhundert v. Chr. |
| STERBEDATUM      | 332 v. Chr.            |